# Вітошинський Мирон Станіславович
Миро́н Станісла́вович Вітоши́нський (25 серпня 1884, м. Збараж — 17 січня 1920, м. Тернопіль) — український громадсько-політичний діяч, адвокат, військовик, редактор. Доктор права (1914 рік). Збаразький повітовий комісар ЗУНР.

## Життєпис
Народився 25 серпня 1884 року в м. Збаражі (Збаразький повіт, Королівство Галичини та Володимирії, Австро-Угорщина, нині Збаразького району Тернопільської області, Україна).
1904 року закінчив VIIIb клас цісарсько-королівської гімназії у Тернополі (1898-го — IIb клас, 1901 — Vb), вивчав право у Львівському та Віденському університетах. У 1910 році видавав і редагував часопис «Молода Україна» у Львові. Пізніше провадив адвокатську практику в рідному Збаражі, потім — у місті Перемишлі.
Від серпня 1914 року воював у австрійській армії, мав військовий ранг хорунжого. З листопада 1918 до березня 1919 року — повітовий комісар ЗУНР у Збаражі, де також видавав і редагував газету «Збаразьке слово» — друкований орган української влади. Після цього воював у лавах УГА, з армією перейшов у Велику Україну.
У Кам'янці-Подільському працював директором департаменту загальних справ Міністерства праці УНР. Від жовтня 1919 року був представником Українського Червоного Хреста у Варшаві. Під час дороги до Польщі заарештований польською владою 7 листопада 1919 року в Тернополі та ув'язнений.
Дружина — І. Фільц.
Помер 17 січня 1920 року в тернопільській тюрмі від епідемічного висипного тифу, похований у рідному місті.